# Біля витоків життя
«Біля витоків життя» (швед. Nära livet; відомий також під назвою «Поруч з життям») — кінофільм шведського режисера Інгмара Бергмана, що вийшов в 1958 за новелами «Милий, гідний» і «Непохитний» Улли Ісакссон зі збірки «Тітка Смерті» (1954).

## Синопсис
Кіноновела, небагата подіями, але насичена непомітним внутрішнім драматизмом, дія якої відбувається в пологовому будинку. Стрічка розповідає про трьох жінок, дві з яких дуже хочуть народити дитину, третя — навпаки, бажала б від неї позбавитися, та пізно. Бажання кожної з героїнь виявляються нездійсненні.

## У ролях
| Актор                | Роль              |
| -------------------- | ----------------- |
| Єва Дальбек          | Стина Андерссон   |
| Інгрід Тулін         | Сесілія Елліус    |
| Бібі Андерсон        | Ердіс Петтерсон   |
| Барбро Юрт аф Урнес  | сестра Брита      |
| Ерланд Юзефсон       | Андерс Елліус     |
| Макс фон Сюдов       | Гаррі Андерссон   |
| Гуннар Шеберг        | доктор Нордландер |
| Анн-Марі Гілленспетц | радник Гран       |
| Інга Ландгрен        | Грета Елліус      |
| Христина Адольфсон   | нянечка           |

## Нагороди та номінації
У СРСР вперше дізналися про фільм з рецензії Сергія Юткевича на сторінках журналу «Мистецтво кіно». Критик писав про перемогу фільму «Летять журавлі», і згадав фільм Бергмана, який взяв на тому ж конкурсі приз за режисуру і найкращі жіночі ролі.
Сам режисер вдруге подивиться стрічку через 30 років після прем'єри. Побоюючись побачити недоліки своєї ранньої роботи, він, однак, напише в книзі спогадів таке враження від перегляду:
 Все зроблено чесно, з великим серцем і розумом, зіграно в основному першокласно, надто багато гриму, жахливий перуку у Еви Дальбек, місцями кепська операторська робота, подекуди наліт літературщини. Коли фільм закінчився, я був здивований і трохи розсерджений: мені раптом сподобалася ця стара стрічка. Милий, добротно зроблений фільм напевно не без користі свого часу крутили по кінотеатрах.

### Нагороди
- 1958 — Каннський кінофестиваль
  - Найкраща актриса — Бібі Андерсон, Ева Дальбек, Барбра Хіорт аф Орнас, Інгрід Тулін
  - Найкращий режисер — Інгмар Бергман

### Номінації
- 1958 — Каннський кінофестиваль
  - Золота пальмова гілка — Інгмар Бергман

## Знімальна група
- Режисер — Інгмар Бергман
- Сценарист — Улла Ісакссон, Інгмар Бергман
- Продюсер — Еста Хаммарбек